# Múltiplex (cómic)
Multiplex es un supervillano de DC Comics y principalmente un enemigo de Firestorm.
El personaje, creado por Gerry Conway y Al Milgrom, apareció por primera vez como Danton Black en Firestorm #1 (marzo de 1978) y como Multiplex en ' 'Firestorm' #2 (abril de 1978).

## Biografía del personaje ficticio
Dentro del contexto de las historias, Danton Black es un físico nuclear que trabajó como asistente de Martin Stein en el diseño de la Instalación Nuclear de Hudson. Sintiendo que no está recibiendo el debido crédito, comienza a robar equipos de laboratorio. Cuando Stein lo atrapa y lo despide, acusa públicamente a Stein de robar sus diseños para la planta de energía. Él irrumpe en la planta para robar planos para fabricar evidencia la misma noche que Stein intenta ponerlo en línea. Atrapado en la misma explosión que fusiona a Stein y Ronnie Raymond en Firestorm, gana la capacidad de dividirse en duplicados idénticos, aunque esos duplicados son más pequeños que el original, y se hacen más pequeños cuanto más se divide.
Multiplex era miembro del Escuadrón Suicida encargado de capturar a Firestorm cuando el héroe intentó obligar a las naciones de la Tierra a destruir sus armas nucleares. Multiplex entró en conflicto con el Parásito, un villano peligroso traído como último recurso, y parecía haber sido devorado por completo por él.
Multiplex regresó años después como un sirviente involuntario del Pensador. Afirmó ser el mismo villano al que Firestorm se había enfrentado antes, aunque no tenía ninguna explicación de cómo seguía vivo. Sus poderes habían cambiado, ya que sus duplicados no se redujeron en tamaño y parecían ser desechables. 
En el reinicio de The New 52, durante la historia de Forever Evil, Multiplex aparece como miembro de la Sociedad Secreta de Supervillanos. The Crime Syndicate envió Multiplex con Black Bison, Hyena, Plastique y  Typhoon para terminar el trabajo de Gorilla Grodd. Los villanos terminaron derrotados por los Rogues, ya que uno de sus objetivos era el hospital en el que se estaba recuperando la hermana del Capitán Cold.
En el evento cruzado de 2020, Endless Winter, Multiplex apareció como uno de los varios supervillanos que trabajaban para Black Adam para ayudar a luchar contra Frost King. Aunque no está confirmado, se da a entender que muere a manos del Rey Helado.

## Poderes y habilidades
- Fisiología nuclear: Sus poderes son una mezcla de fisión nuclear y duplicación de masa. Al principio de su carrera, se vio obligado a encontrar una fuente de energía para aumentar sus poderes. Más tarde, descubrió su propia fuente de energía para poder, en teoría, crear duploides ilimitados.

- Bio-Fisión: Mientras que Ronnie y Stein obtuvieron el poder de fusionarse, Danton obtuvo el poder de dividirse en múltiples copias de sí mismo, a las que llamó sus duploides . Los duploides, que compartían sus pensamientos e identidad, a veces eran copias al carbón de él mismo, pero también podía crear duploides más pequeños.

- Super Fuerza

- Durabilidad y resistencia sobrehumana

- super salto

- reflejos sobrehumano

## Multiplex en otros medios
Michael Christopher Smith interpreta a Danton Black / Multiplex en el episodio de la serie de televisión de acción en vivo "The Flash" "Fastest Man Alive". Esta versión es un ex empleado de Industrias Stagg que intentó vengarse de su antiguo empleador Simon Stagg por robar su investigación sobre clonación, lo que llevó a la muerte de la esposa de Black. Como resultado de estar expuesto a la materia oscura después de S.T.A.R. El acelerador de partículas de Labs explotó mientras experimentaba consigo mismo, Black obtuvo la capacidad de crear duplicados sin sentido de sí mismo que puede controlar mentalmente. Después de darse cuenta de que sus poderes causaron una gran tensión en él, Flash explotó esto engañando a Black para que creara cientos de duplicados y derrotara al original debilitado. Mientras intenta abordar a Flash, Black termina defenestrandose. El velocista intenta salvarlo, pero Black elige caer y morir. Cisco Ramon apoda brevemente a Black "Captain Clone" antes de nombrarlo póstumamente Multiplex.